# Biến thái tính dục

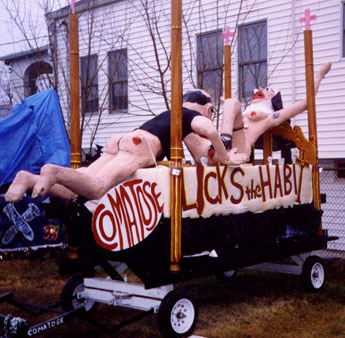
Mô hình biếm họa chỉ về cảnh biến thái.

Biến thái tính dục hay trụy lạc là một khái niệm dùng để chỉ về những loại hành vi tình dục của con người mang tính lệch lạc hay lệch chuẩn với văn hoá xã hội hoặc những quan điểm mang tính chính thống. Biến thái thông thường được sử dụng để mô tả hành vi lệch chuẩn văn hóa mang tính bất thường trái với thuần phong mỹ tục hoặc hành vi đó để lại những ám ảnh cho những người chứng kiến. Đây cũng là danh từ chung mà nhiều người dành cho những kẻ có hành vi lệch chuẩn văn hoá nơi công cộng. Có ý kiến cho rằng biến thái là tên gọi mọi hình thái lệch lạc về giới tính và là cách gọi trong điện ảnh mà các bộ phim xã hội đen Hồng Kông hay dùng.
Khái niệm về biến thái mang tính chủ quan, tùy thuộc vào nhận thức của từng cá nhân nó thay đổi theo từng thời kỳ và từng cá nhân, cộng đồng, chẳng hạn như trước đây những kẻ hư hỏng, thác loạn, dị giáo được cho là biến thái, sau này thuật ngữ này dùng để chỉ những hành vi lệch chuẩn văn hoá nơi công cộng.

## Đặc điểm
Khó có thể phân biệt ngay được giữa người bình thường và những kẻ biến thái khi những người bị biến thái chưa bộc lộ hành vi, mặt khác hình thức của một số kẻ biến thái có bề ngoài và hoàn cảnh gia đình tương đối chuẩn mực, họ được khoác những vỏ bọc rất đường hoàng, trí thức, ăn mặc, đi xe tươm tất, có gia đình yên ấm hoặc có vỏ bọc là những người đạo đức, có phẩm hạnh, được nhiều người yêu mến, yêu kính hoặc những người này có thể che giấu sự bệnh hoạn của mình bằng nhiều cách, trong đó có không ít người thể hiện bên ngoài là người đáng tin cậy, vui vẻ, yêu thương trẻ nhỏ.
Một số hành vi biến thái được ghi nhận trong đời sống hôn nhân vợ chồng theo đó có trường hợp một số người chồng tuy có bề ngoài đàng hoàng, chững chạc, hiền lành, chiều vợ, có công việc ổn định nhưng lại có những sở thích biến chất như bệnh hoạn trong tình dục, ép vợ làm đủ những hành vi kì quặc trong quan hệ, nói lời thô tục khiêu dâm trong khi quan hệ, gửi những tin nhắn biến thái cho người khác, làm tình qua điện thoại, với lời lẽ tục tĩu, khiêu khích, đặc biệt là vào lúc nửa đêm... Hoặc những hành vi như đổi vợ làm tình được coi là một thú vui biến thái lệch lạc

## Một số vụ việc

### Tại châu Á
Ở Đài Loan có nhiều đại gia có sở thích tình dục biến thái với người đẹp trong giới giải trí (showbiz). Đơn cử là trường hợp của Lý Tông Hựu vốn là con trai một đại gia ở Đài Loan. Anh bị truy nã vì cưỡng hiếp hàng loạt phụ nữ, trong đó đa phần là người của giới giải trí. Thủ đoạn của anh là dùng thuốc gây mê khiến nạn nhân bất tỉnh rồi giở trò đồi bại và quay phim lại làm kỷ niệm và hầu hết các nạn nhân đều không hay biết gì khi bị xâm hại. Lý Tông Hựu - khách VIP tại nhiều quán bar, nhà hàng và các tụ điểm ăn chơi. Theo thống kê, anh đã thực hiện hành vi xâm hại tình dục, quay phim sex với khoảng 60 phụ nữ bằng cách dùng thuốc gây mê. Một số nạn nhân đã tố cáo anh trong đó có hai chị em nghệ sĩ Đài Loan khi anh có hành vi cưỡng hiếp cả hai chị em.
Trường hợp tiếp theo được ghi nhận tại Đài Loan khi báo chí tiết lộ thêm nhiều ảnh nóng khác của Lâm Uy Thành vốn là ông chủ khách sạn từng có thời là ca sĩ có biệt hiệu Bách Cửu Tử, từng làm ca sĩ và tự xưng là "tiểu thiên vương Đài Loan". Ông đã mở nhiều khách sạn trá hình ở Đài Bắc bán ma túy và bán dâm. Ông lợi dụng những cơ sở này để đánh thuốc mê nhiều thiếu nữ hòng xâm hại, thậm chí đến cả vợ của ông cũng là nạn nhân khi liên tục bị dùng ảnh nóng uy hiếp, ngoài ra không ít thiếu nữ bị ông chụp ảnh và clip sex uy hiếp đến nỗi stress nặng, nhất là một cô gái sau khi bị hắn cưỡng hiếp, ép bán thân dẫn đến khủng hoảng tinh thần phải đưa đi bệnh viện điều trị.
Một vụ việc được ghi nhận là biến thái khác xảy ra tại Hàn Quốc ở công ty Open World Entertainment, theo đó các nữ ca sĩ và diễn viên trẻ bị cưỡng hiếp tập thể và thủ phạm chính là ông chủ hãng. Ông thường yêu cầu các thực tập sinh là nữ ca sĩ, diễn viên trẻ ở lại trụ sở đến tận đêm khuya, khi các nhân viên của hãng về hết. Sau đó, ông Jang đưa các học viên này xuống studio ở tầng hầm tòa nhà, cho họ uống bia có pha chất kích dục rồi cưỡng hiếp họ đồng thời ra lệnh cho thành viên một số nhóm nhạc nam do công ty quản lý cưỡng hiếp các nạn nhân và ngồi trong văn phòng ở tầng 5 để xem lại màn tra tấn tình dục qua máy quay phim.
Ở Nhật cũng có vụ án về Joji Obara với những sở thích tình dục quái đản, sưu tầm những bức ảnh khỏa thân của nhiều người phụ nữ để ngắm nhìn nhất là có sở thích cưỡng hiếp những người phụ nữ da trắng, tội phạm này đã thực hiện thành công nhiều vụ lạm dụng tình dục các phụ nữ trong thời gian dài cho đến khi cảnh sát Nhật Bản điều tra và bắt được
Tại Việt Nam, Báo Công an phản ánh trường hợp một người biến thái lừa bán em gái người yêu, theo đó đối tượng này là một kẻ chuyên dạt nhà sống lang thang và ban đêm, anh lang thang ra những nơi này để bán dâm với khách gồm những gã đàn ông đồng tính, đủ các thành phần, già trẻ, tây tàu, bản địa và làm nghề mua vui cho những gã đàn ông đồng tính hằng đêm. Ngoài ra, đối tượng này còn đi tìm các cô gái trẻ rồi mang đi giao dịch như những món hàng.

### Tại Mỹ
Tại Mỹ, ông Henry Nicholas là người nằm trong danh sách 160 người giàu có nhất nước Mỹ mặc dù bề ngoài ông có một cuộc sống gia đình hoàn hảo, hạnh phúc và mẫu mực, tuy nhiên mặt trái là Henry cùng lúc vướng vào nhiều vụ giao dịch tình ái, sử dụng ma túy và còn còn chi tiền đầu tư xây dựng một kỹ viện ngầm dưới lòng đất phục vụ cho thú ăn chơi tiêu khiển của mình.
Cũng tại Hoa Kỳ, ông Quadracci thuộc gia tộc phú quý Mỹ từ năm 2005 đã bí mật xây dựng một câu lạc bộ chuyên dành cho người đồng tính luyến ái tại Gramercy với diện tích hơn 300 mét vuông. Tại đây có rất nhiều dụng cụ trò chơi tình dục (sex toy), những nhân viên phục vụ chuyên nghiệp cho những màn thác loạn với rượu.
Tại Mỹ cũng có ghi nhận hành vi kỳ cục biến thái của một người đàn ông là Cheeky Goldie khi ông này tụt quần quấy rối tình dục ngôi sao Katie Price, ông đã không ngần ngại chĩa mông, nhếch miệng cười một cách mỉa mai bên cạnh chiếc xe của cô này.

### Một số vụ loạn luân
Ngoài ra có một số vụ loạn luân được ghi nhận là do những người biến thái thực hiện như: 
- Vụ loạn luân chấn động Argentina khi một người đàn ông 67 tuổi tên là Armando Lousalo đã bị bắt với tội danh cưỡng hiếp, bạo hành tình dục con gái ruột trong suốt 27 năm. Sự việc này diễn ra từ khi bé gái 8 tuổi cho tới khi cô trưởng thành đến hiện tại là 35 tuổi và con gái lại tiếp tục sinh ra 7 đứa trẻ trong giai đoạn này.
- Tại Italia xảy ra vụ án của trường hợp bé gái Laura bị người của mình là ông Michelle Menggeli (63 tuổi) cùng anh trai ruột lạm dụng tình dục suốt 25 năm.
- Tại Áo xuất hiện một vụ loạn luân chấn động. Một người đàn ông 38 tuổi tên là Wolfgang đã bị bắt với tội danh biến cháu gái 15 tuổi của mình Yvonne thành nô lệ tình dục trong suốt 20 năm.[cần dẫn nguồn]
- Tại Colombia, người đàn ông 58 tuổi tên là Arcebio Alvarez đã cưỡng hiếp và biến con gái thành dụng cụ phục vụ sinh lý biến thái của mình trong suốt 30 năm từ đó cô bé này sinh được 11 người con.

## Phòng tránh
Ở Việt Nam, những hành vi biến thái diễn ra công nhiên rất lâu, ảnh hưởng xấu đến tinh thần, sức khoẻ của một số đối tượng nhất là phụ nữ, thế nhưng, do những kẻ biến thái chỉ thích bộc lộ hành vi tình dục bệnh hoạn chứ chưa gây ra thương tích nên chưa có trường hợp nào bị xử lý. Vì vậy lời khuyên là phải tự bảo vệ chính mình bằng cách đề phòng những kẻ tiếp cận có dấu hiệu bất thường, tránh những khu vực vắng, tối. Trấn tĩnh, không hoảng sợ, tỏ thái độ thản nhiên cũng là một cách hiệu quả đối phó với những kẻ lệch lạc tình dục như thản nhiên nhìn thẳng vào kẻ bệnh hoạn. Nếu đoạn đường xung quanh có người, lập tức gọi lớn để mọi người chú ý.
Đối với trẻ em, chỉ cần người lớn một phút lơ đãng, đứa trẻ có thể rơi vào vòng nguy hiểm vì những kẻ bệnh hoạn như ấu dâm, vì vậy đối với các bậc cha mẹ cần thực hiện một số biện pháp như:
- Nên nghi ngờ bất kỳ ai thích dành thời gian với con nhiều hơn với cha mẹ, cẩn thận với những người nào tỏ ra yêu thương thái quá với người con
- Hãy thật khó tính khi chọn người nhờ chăm con lúc bận làm việc khác.
- Hãy để ý xem thái độ của con bạn với người đó thế nào, có sợ sệt, lo lắng không.
- Hãy chỉ bảo cho con những bộ phận nào trên cơ thể là tuyệt đối không để người khác sờ vào. Nếu có, con cái phải nói ngay với cha mẹ và cha mẹ hãy tin con mình.
- Nói với con rời ngay những địa điểm gây cảm giác sợ hãi hay lo lắng.
- Giúp con hiểu rằng trong gia đình không có gì gọi là bí mật giữa bố mẹ và con cái.
- Không để cho con đi vào nhà vệ sinh công cộng một mình và luôn biết con mình đang ở đâu, với ai.
- Nếu người con bạn có bất kỳ thái độ khác lạ nào như khó ngủ, gặp ác mộng, vẽ hình liên quan tới tình dục hay có những hành động tình dục khác với những đứa trẻ khác, sợ hãi địa điểm hay người mà trước đây em không sợ thì cần phải nghi ngờ và tìm hiểu.
- Để ý những điểm bất thường trên cơ thể con bạn như đi lại khó, bị bầm tím ở bộ phận sinh dục…
- Cho con cái ăn mặc kín đáo.
- Khiến con bạn trở thành mục tiêu khó tiếp cận với những kẻ bệnh hoạn (phần lớn những kẻ biến thái sẽ bỏ cuộc nếu tình hình không thuận lợi).
- Kiên quyết ngăn chặn những kẻ biến thái không để xảy ra hậu quả không được quá nhẹ tay đối với những kẻ biến thái như chỉ la mắng và ngăn cấm.